# 레고 마블 어벤저스
《레고 마블 어벤저스》(Lego Marvel's Avengers)는 마블 코믹스의 캐릭터들을 소재로 한 액션 어드벤처 게임이다. 캐릭터와 스토리는 전작 《레고 마블 슈퍼 히어로즈》(2013)와 비교하여, 마블 시네마틱 유니버스 영화의 영향을 짙게 받았다. 트래블러스 테일스에서 개발하여 2016년 워너 브라더스 인터랙티브 엔터테인먼트에서 플레이스테이션 4, 플레이스테이션 3, Wii U, 엑스박스 360, 엑스박스 원판 등으로 발매하였다. 휴대용 기기판이 따로 TT 퓨전에 의해 개발되었으며, 닌텐도 3DS로 발매되었다.

## 성우진
- 애슐리 버치 - 클라우드 나인, 미즈 마블
- 엘리자베스 맥스웰 - 제인 포스터 / 토르
- 제임스 C. 매시스 3세 - 말레키스, 블랙 팬서
- J. B. 블랑크 - 아더, 트레버 슬래터리
- 조시 키턴 - 헐클링, 스피드
- 키스 실버스틴 - 재스퍼 시트웰, 문 나이트
- 메리 엘리자베스 맥글린 - 발키리, 시프
- 미스티 리 - 쉬헐크, 스쿼럴걸
- 놀런 노스 - 윌리엄스 요원
- 패트릭 사이츠 - 버터볼, 핀 팽 품
- 스콧 포터 - 버키 / 윈터 솔저
- 스티븐 블룸 - 베타 레이 빌, 태스크마스터
- 월리 윙거트 - 크림슨 다이너모, 닥터 스트레인지
- 앨리 힐리스 - 맨티스
- 앤터니 델리오 - 노바
- 애슐리 존슨 - 베스 더 웨이트리스
- 벤저민 디스킨 - 판드랄
- 케이틀린 테일러 러브 - 화이트 타이거
- 찰리 애들러 - 모도크
- 체리스 부스 - 고릴라걸
- 대니엘 니컬렛 - 캡틴 마블
- 일라이자 제인 슈나이더 - 페퍼 포츠
- 엘 뉼랜즈 - 프라이데이
- 에릭 바우자 - 아마데우스 조
- 프랭크 웰커 - 오딘
- 프레드 태터쇼어 - 볼스타그
- 그레그 사이프스 - 아이언 피스트
- 그레그 밀러 - 올드리치 킬리언
- 아이작 C. 싱글턴 주니어 - 타노스
- 잭 콜먼 - 닥터 스트레인지
- 제임스 아널드 테일러 - 문보이
- 제이슨 스피색 - 저스틴 해머
- 제프 베넷 - 컬렉터
- 제니퍼 헤일 - 샤론 카터
- 존 폴 칼리액 - 위컨
- 케이트 히긴스 - 토르걸
- 리엄 오브라이언 - 레드 스컬
- 마크 해밀 - 아르님 졸라
- 오지 뱅크스 - 루크 케이지
- 페리 션 - 아이언 리전
- 로비 데이먼드 - 에이밤
- 로빈 앳킨 다운스 - 제모 남작
- 로저 크레이그 스미스 - 데어데블
- 샘 리걸 - 짐 해먼드
- 타라 스트롱 - 제시카 존스
- 토난친 카르멜로 - 에코
- 트래비스 윌링햄 - 캡틴 브리튼

### 마블 시네마틱 유니버스 공통
- 헤일리 앳웰 - 페기 카터
- 클라크 그레그 - 필 콜슨
- 코비 스멀더스 - 마리아 힐
- 마이클 페냐 - 루이스
- 밍나 원 - 메이 요원

### 카메오
- 루 퍼리그노 - 본인
- 스탠 리 - 본인

## 평가
| 평가 |                                        |
| --- | -------------------------------------- |
| 통합 점수 통합사 점수 메타크리틱 (PS4) 71/100 [ 1 ] (XONE) 71/100 [ 2 ] (PC) 64/100 [ 3 ] 평론 점수 평론사 점수 디스트럭토이드 6/10 [ 4 ] 게임 인포머 7.75/10 [ 5 ] 게임스팟 7/10 [ 6 ] IGN 6.7/10 [ 7 ] PC 게이머 (UK) 52/100 [ 8 ] |                                        |
| 통합 점수 |                                        |
| 통합사 | 점수                                   |
| 메타크리틱 | (PS4) 71/100 (XONE) 71/100 (PC) 64/100 |
| 평론 점수 |                                        |
| 평론사 | 점수                                   |
| 디스트럭토이드 | 6/10                                   |
| 게임 인포머 | 7.75/10                                |
| 게임스팟 | 7/10                                   |
| IGN | 6.7/10                                 |
| PC 게이머 (UK) | 52/100                                 |